# Aphrodisium sauteri
Aphrodisium sauteri är en skalbaggsart som först beskrevs av Masaki Matsushita 1933.  Aphrodisium sauteri ingår i släktet Aphrodisium och familjen långhorningar.
Artens utbredningsområde är Taiwan. Inga underarter finns listade i Catalogue of Life.